# Друкарня ОУН імені Ярослава Старуха — «Стяга»
Друкарня ОУН імені Ярослава Старуха — «Стяга» — підпільне поліграфічне утворення на Тернопільщині, де виготовляли продукцію національно-визвольної тематики.

## Відомості
Діяла від осені 1948 року.
Розташовувалась у криївці, викопаній на обійсті родини Мотичків на вул. Головній у містечку Товсте (нині смт Заліщицького району). Розміри приміщення: ширина — 2,5-3 м, довжина — 4, висота — 2. Розміщувались 2 друкарські машини, верстат-ґутенберґівка.
Засновник Друкарні — референт пропаганди Мирослав-Тарас Гук («Григор»", Косач"), який підпорядковувся голові окружному Проводу ОУН Чортківщини Ілярієві Сказінському («Кризі»). За наказом провідника В. Бея («Уласа») видавництво налагодило друк пропагандистської літератури.
Крім «Косача» тут працювали: В. Мельник («Хміль»), В. Вінтонів («Ясень», «Богдан»), від 1949 — «Славко» (немісцевий, точних даних нема). Вони випускали часописи «Хрін», «Перець»; журнал «До волі», «Підпільне слово»; «Революціонер-пропагандист», передруковували видання Проводу ОУН «Ідея і чин», листівки, відозви-зображення діячів національно-визвольного руху — Миколи Міхновського, Симона Петлюри, Ольги Басараб, Євгена Коновальця, бофони (малюнки виконував М. Гук) та інше.
Загалом, за спогадами О. Мотичко-Вугляр, було надруковано близько 700 кг продукції. 1950, дотримуючись конспірації, назву друкарні видозмінено з частковою заміною друкарських шрифтів, машинок, розмірів називних букв. Видання поширювали підпільною мережею у Тернопільській, Львівській, Станіславській (нині Івано-Франківська), Чернівецькій, Кам'янець-Подільській (нині Хмельницька), Вінницькій, звідти — в Київській, Черкаській областях.
28 квітня 1951 провокативний відділ МДБ захопив М. Гука, 7 травня оперзагін виявив друкарню. У нерівному бою загинули всі три працівники; сім'ю Мотичків заарештувано, засуджено і відправлено в Сибір.
Із криївки-видавництва каральні органи забрали: 4 друкарські машинки, 15 кг друкарського шрифту, друкарські знаряддя, 80000 примірників антирадянських листівок, радіоприймач, зброю з набоями.